# Little Miami
 (janvier 2016).
Si vous disposez d'ouvrages ou d'articles de référence ou si vous connaissez des sites web de qualité traitant du thème abordé ici, merci de compléter l'article en donnant les références utiles à sa vérifiabilité et en les liant à la section « Notes et références ».
La Little Miami ((en) Little Miami River) est une rivière des États-Unis longue de 179 kilomètres, affluent de la rivière Ohio.

## Étymologie
Elle doit son nom à la tribu amérindienne Miami qui vivait dans la région lors de l'arrivée des colons blancs.

## Géographie
La rivière prend sa source dans le comté de Clark puis s'écoule au sud-ouest de l'Ohio pour se jeter dans la rivière Ohio à l'est de Cincinnati.
La rivière Little Miami est une rivière protégée (voir National Wild and Scenic River) où de nombreuses activités de plein air sont pratiquées : vélo, pêche, canoë par exemple. Cette zone protégée est aussi l'habitat d'espèces rares ou en danger.